# Стећак у Рогатици
Стећак у Рогатици потиче из 15. века, а смештен је у зиду цркве Свете Тројице у Рогатици, општина Рогатица, Република Српска.
Изградња цркве Свете Тројице у Рогатици почела је 1883. године, а завршена је и освећена 1886. године. У цркву је узидан стећак и надгробна плоча. Стећак је дуг 2,15 метара, а широк 90 центиметара и на њему је исписано почеље и једна бочна страна. Истраживањем је утврђено да је стећак из 1486. године. На стећку је исписан ћирилички натпис који гласи:
Ва име оца и сина и светога духа. Се лежи добри Богдан доброга Домше Озрјеновића син. У то доба умрјех ни се бјех омразил злу ни добру и кто ме знаше бсак ме жалаше. Добр' хотјех јунак бити али му смр(је)т прјекрати и одох от оца веоми печаона и п(о)клонио всој мојој др(у)ж(и)ни...............к моем' вс(и)м поћи.
У средњем веку на територији општине Рогатица се налазила престоница земље Раденовића/Павловића — утврђени град Борач. На територији ове општине се налази 88 некропола са око 2.628 стећака.